# Малая Смота
Малая Смота (Малая Смата) — река в России, протекает в Великолукском районе Псковской области, Торопецком районе Тверской области и в Локнянском районе Псковской области. Длина реки составляет 53 км. Площадь водосборного бассейна — 208 км².
Система водного объекта: Большая Смота → Ловать → Волхов → Нева → Балтийское море.

## География
Исток реки находится у деревни Игнашево Букровской волости, далее река течёт в северном направлении. Устье реки находится у деревни Серка в 1,1 км по левому берегу реки Большая Смота.
По берегам реки расположены населённые пункты:
- в Великолукском районе Псковской области: деревни Игнашево, Смота Букровской волости
- в Торопецком районе Тверской области по берегам реки нет жилых населённых пунктов[4]
- в Локнянском районе Псковской области: деревни Петровское, Щелоки, Серка Подберезинской волости

## Данные водного реестра
По данным государственного водного реестра России относится к Балтийскому бассейновому округу, водохозяйственный участок реки — Ловать и Пола, речной подбассейн реки — Волхов. Относится к речному бассейну реки Нева (включая бассейны рек Онежского и Ладожского озера).
Код объекта в государственном водном реестре — 01040200312102000023124.